# Papua Tengah
Papua Tengah, deutsch Zentralpapua, ist eine Provinz in Westneuguinea, dem indonesischen Teil Neuguineas. Die Provinz wurde im Juli 2022 durch das Gesetz Nr. 15 von der Provinz Papua abgespalten und ist zurzeit, neben anderen Provinzen, Schauplatz des Papuakonflikts. Hauptstadt ist Nabire mit rund 100.000 Einwohnern.

## Geographische Lage
Papua Tengah wurde 2022 nach einer Abstimmung im Volksvertretungsrat der Republik Indonesien von der Provinz Papua abgetrennt, und zwar gegen den Willen der indigenen Papua und unter Protest mehrerer zivilgesellschaftlicher Organisationen, die darin einen Eingriff in die Autonomie Papuas sahen.
Papua Tengah liegt im Zentrum von Westneuguinea, östlich der Vogelkop-Halbinsel. Die Provinz unterteilt sich in acht Regierungsbezirke (Kabupaten).
| Wappen | Kabupaten Regierungsbezirk | Regierungssitz | Lage | Fläche (km²) | Kecamatan Distrikte | Kelurahan | Kampung  | Bevölkerung 2020 | Dichte (Einw./km²) |
| ------ | -------------------------- | -------------- | ---- | ------------ | ------------------- | --------- | -------- | ---------------- | ------------------ |
|        | Deiyai                     | Tigi           |      | 537          | 5                   | 0         | 67       | 90.830           | 169                |
|        | Dogiyai                    | Kigamani       |      | 4.237        | 10                  | 0         | 79       | 114.752          | 27                 |
|        | Intan Jaya                 | Sugapa         |      | 3.922        | 8                   | 0         | 97       | 135.307          | 34                 |
|        | Mimika                     | Timika         |      | 21.633       | 18                  | 19        | 133      | 311.211          | 14                 |
|        | Nabire                     | Nabire         |      | 11.112       | 15                  | 9         | 72       | 172.190          | 15                 |
|        | Paniai                     | Enarotali      |      | 6.525        | 23                  | 5         | 216      | 121.136          | 19                 |
|        | Puncak                     | Ilaga          |      | 8.055        | 25                  | 0         | 206      | 175.782          | 22                 |
|        | Puncak Jaya                | Mulia          |      | 4.989        | 26                  | 3         | 302      | 218.562          | 44                 |
|        | Provinz PAPUA TENGAH       | Nabire         |      | 60.010       | 230                 | 36        | 36/1.172 | 1.339.770        | 22                 |